# La Boissière (Eure)
La Boissière és un municipi francès situat al departament de l'Eure i a la regió de Normandia. L'any 2007 tenia 254 habitants.

## Demografia

### Població
El 2007 la població de fet de La Boissière era de 254 persones. Hi havia 92 famílies, de les quals 16 eren unipersonals (8 homes vivint sols i 8 dones vivint soles), 32 parelles sense fills, 36 parelles amb fills i 8 famílies monoparentals amb fills.
La població ha evolucionat segons el següent gràfic:
Habitants censats

### Habitatges
El 2007 hi havia 129 habitatges, 93 eren l'habitatge principal de la família, 29 eren segones residències i 7 estaven desocupats. 126 eren cases i 2 eren apartaments. Dels 93 habitatges principals, 81 estaven ocupats pels seus propietaris i 12 estaven llogats i ocupats pels llogaters; 3 tenien dues cambres, 11 en tenien tres, 27 en tenien quatre i 52 en tenien cinc o més. 76 habitatges disposaven pel capbaix d'una plaça de pàrquing. A 29 habitatges hi havia un automòbil i a 61 n'hi havia dos o més.

### Piràmide de població
La piràmide de població per edats i sexe el 2009 era:
| Homes | Edats   | Dones |
| ----- | ------- | ----- |
| 0     | 95 o +  | 0     |
| 0     | 90 a 94 | 0     |
| 0     | 85 a 89 | 4     |
| 0     | 80 a 84 | 0     |
| 0     | 75 a 79 | 4     |
| 12    | 70 a 74 | 4     |
| 0     | 65 a 69 | 0     |
| 4     | 60 a 64 | 8     |
| 0     | 55 a 59 | 0     |
| 8     | 50 a 54 | 4     |
| 8     | 45 a 49 | 20    |
| 12    | 40 a 44 | 4     |
| 4     | 35 a 39 | 8     |
| 16    | 30 a 34 | 16    |
| 0     | 25 a 29 | 4     |
| 16    | 20 a 24 | 4     |
| 16    | 15 a 19 | 8     |
| 8     | 10 a 14 | 4     |
| 0     | 5 a 9   | 0     |
| 12    | 0 a 4   | 4     |

## Economia
El 2007 la població en edat de treballar era de 159 persones, 129 eren actives i 30 eren inactives. De les 129 persones actives 115 estaven ocupades (62 homes i 53 dones) i 14 estaven aturades (4 homes i 10 dones). De les 30 persones inactives 9 estaven jubilades, 8 estaven estudiant i 13 estaven classificades com a «altres inactius».

### Ingressos
El 2009 a La Boissière hi havia 99 unitats fiscals que integraven 271 persones, la mediana anual d'ingressos fiscals per persona era de 23.170 €.

### Activitats econòmiques
Dels 11 establiments que hi havia el 2007, 1 era d'una empresa extractiva, 1 d'una empresa de fabricació d'altres productes industrials, 1 d'una empresa de construcció, 1 d'una empresa d'informació i comunicació i 7 d'empreses de serveis.
L'any 2000 a La Boissière hi havia 3 explotacions agrícoles.

## Poblacions properes
El següent diagrama mostra les poblacions més properes.